# Deutsches Fotomuseum

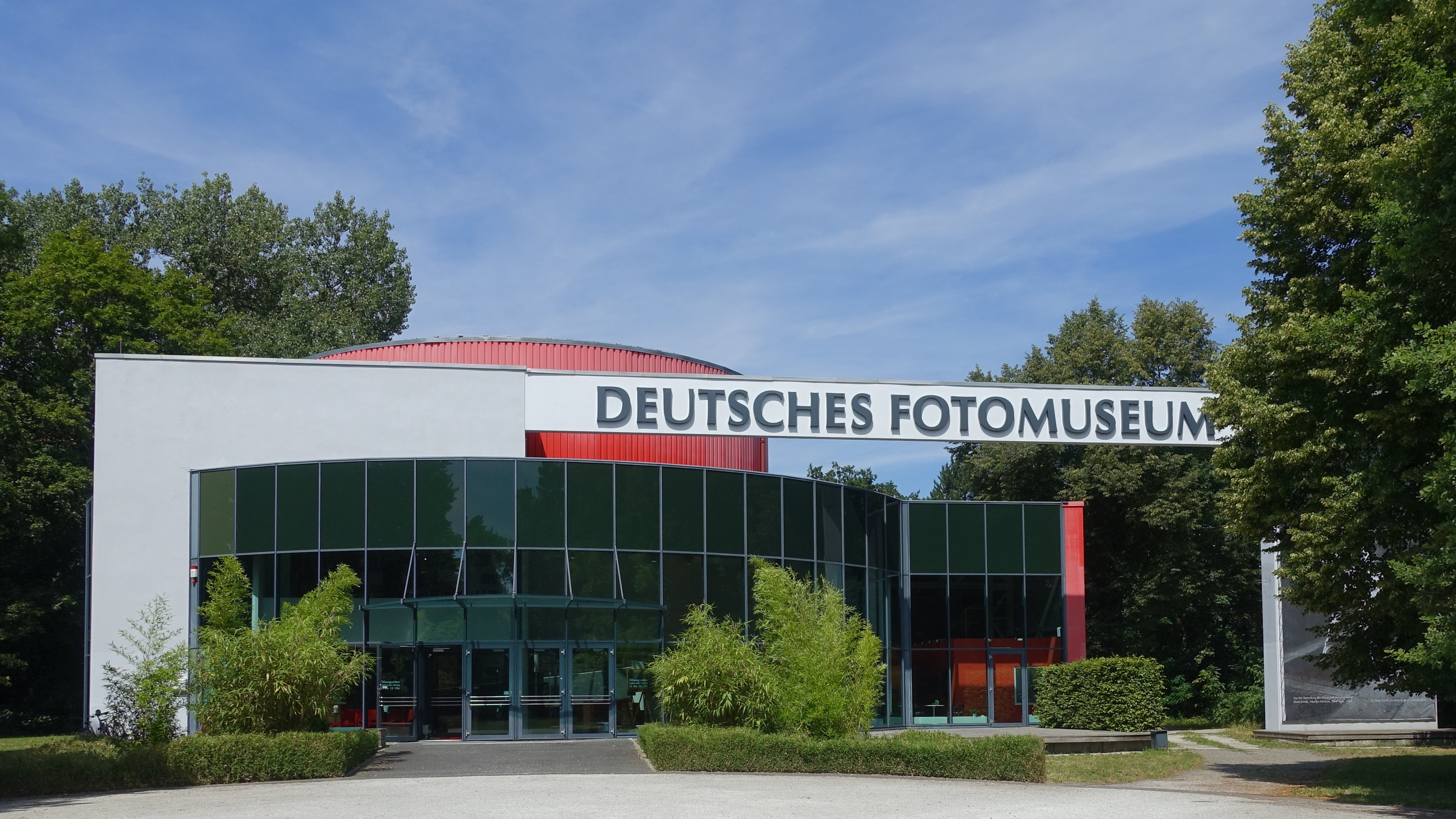
Deutsches Fotomuseum (Juli 2019)

Das Deutsche Fotomuseum im agra-Park (Leipzig / Markkleeberg) ist ein Kamera- und Fotomuseum.
Das Museum ist von seinem Bestand an Fotografien (70.000) im deutschen Raum her nur vergleichbar mit dem Fotomuseum München, enthält jedoch im Gegensatz zu diesem auch ca. 3.000 Kameramodelle aus drei Jahrhunderten, beginnend mit den Anfängen der Fotografie ca. 1850.

## Geschichte

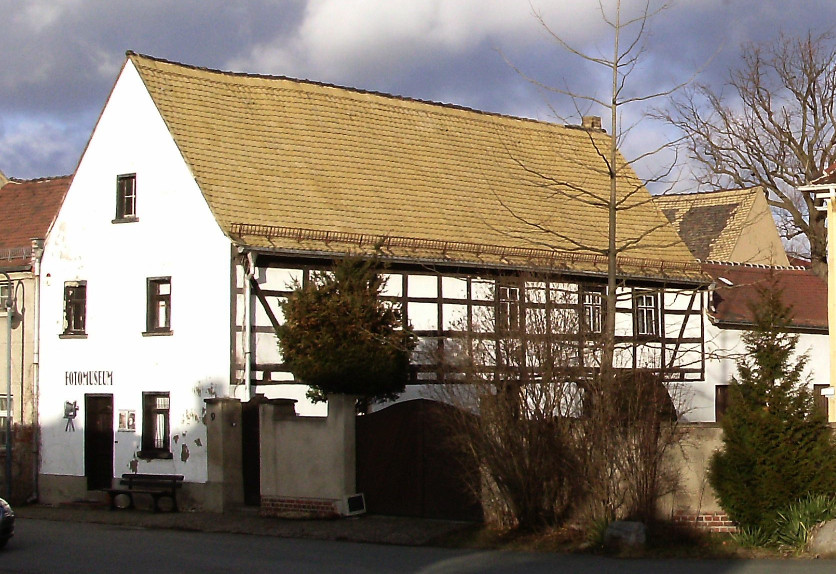
Kamera- und Fotomuseum Leipzig / Mölkau (2012)

Der Fotograf Peter Langner (1946–1994) sammelte über Jahrzehnte hinweg alte Kameras, oft mit historischen Fotos im „Beifang“. Daraus entstand noch zu Zeiten der DDR eine Privatsammlung, die ab 1989 in einem notdürftig renovierten Fachwerkhaus in Mölkau im Osten Leipzigs auch für Besucher zur Besichtigung freigegeben war. Aufgrund der Bestimmungen in der DDR durfte eine Privatsammlung nicht Museum genannt werden, daher bezeichnete Langner sein Museum als „Kabinett“. Nach der Wende wurde das Privatkabinett umbenannt in Kamera- und Fotomuseum Leipzig. Nach dem Tode Langners wurde das Museum von seiner Witwe Kerstin Langner zusammen mit dem mit ihm befreundeten Andreas J. Mueller weiter betrieben – der Fokus verlagerte sich von Kameras auf historische Fotografien und teils auf künstlerische zeitgenössische Fotodarstellungen. Es kam zu 90 Sonderausstellungen wechselnder Künstler bis 2013. Mit der Zeit erreichte das kleine Museum in Leipzig-Mölkau eine überregionale Bekanntheit.
Auf lediglich 160 m² Ausstellungsfläche wurden Dutzende an Fotos und ca. 150 Kameras gezeigt. Im Jahr 2013 zog das Museum in das flächenmäßig größere Gebäude mit zunächst 1.300 m² (gebaut 1997) im agra-Park um, in dem es am 27. August 2013 eröffnet wurde. Am 15. November 2014 wurde die Erweiterung des Museums um die neuen Räume für die Sonderausstellungen eröffnet und damit die Fläche auf ca. 1.500 m² vergrößert.
Seit dem Umzug und der Wiedereröffnung im August 2013 wird das Museum jährlich von ca. 20.000 fotografisch Interessierten besucht.

## Profil

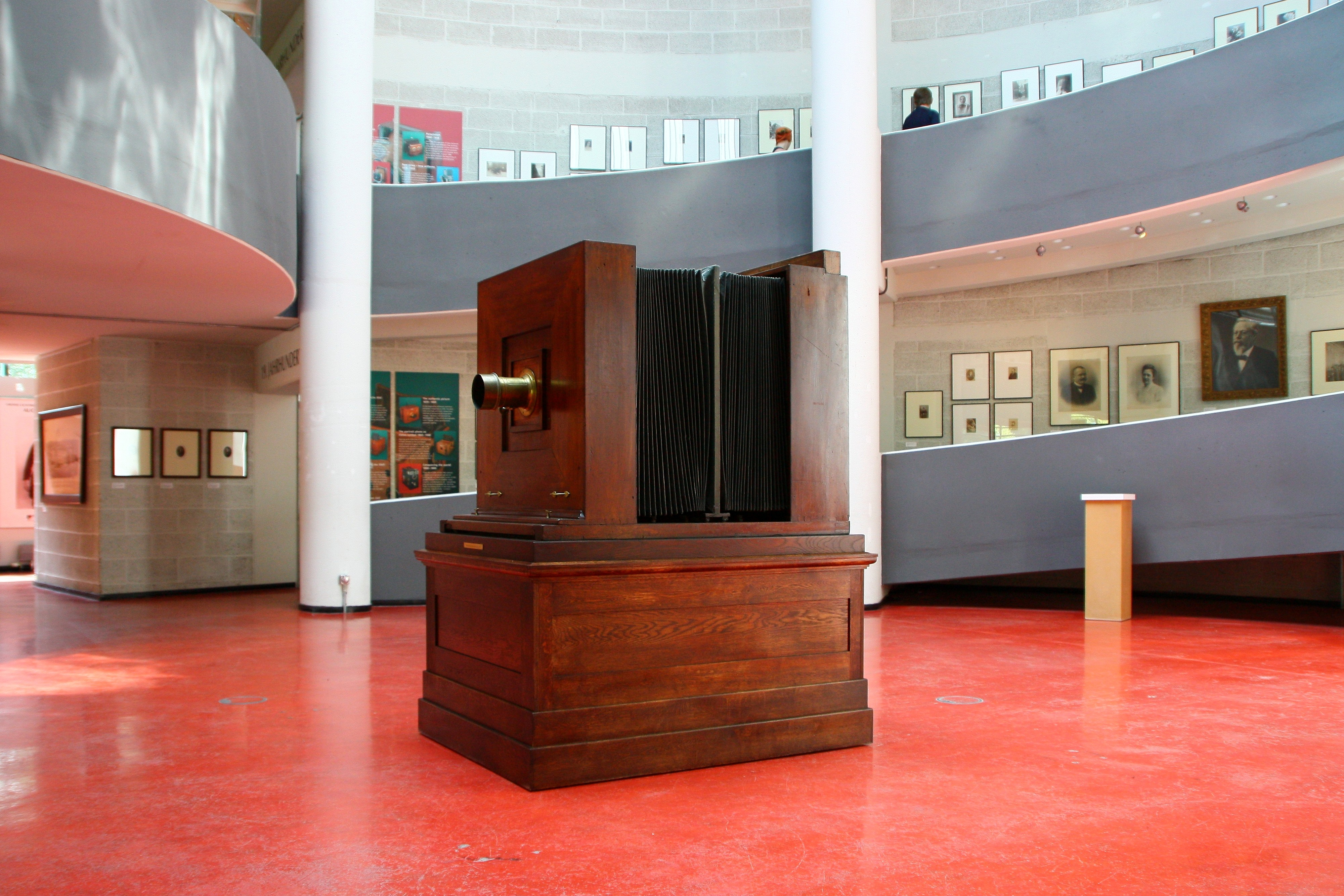
Reprokamera des Leipziger Kameraherstellers Hoh & Hahne von 1895

Das Deutsche Fotomuseum befindet sich im Leipziger Raum an der Wiege der Deutschen Fotoindustrie, auch der erste deutsche Lehrstuhl für Fotografie bestand in Leipzig. Entsprechend groß (ca. 3.000) ist der Bestand an historischen Kameras. Blickfang des Fotomuseums ist gleich im Foyer die hölzerne 2,50 Meter große Reprokamera des Leipziger Kameraherstellers Hoh & Hahne vom Ende des 19. Jahrhunderts. Ein kleinerer Fokus liegt bei den dazugehörigen Verfahren der Fotografie, von der Physik und Optik über die Chemie hin zu Fotopapieren und Belichtungsverfahren, um Fotos aus Szenerien herstellen zu können. Auch das wird im Deutschen Fotomuseum dargestellt – zusammen mit den Kameras vor allem im Rahmen der Dauerausstellung „Fotofaszination“. In dieser Dauerausstellung werden ca. 800 Exponaten auf ca. 1.500 m² Fläche gezeigt, davon rund 500 Fotografien (inklusive der zwei Sonderausstellungen) und ca. 300 Kameras.
Ein besonderer Schwerpunkt sind die erstellten Fotos, von denen das Museum mehr als 70.000 besitzt, daher auch der Name Fotomuseum. Fotos sind sowohl Dokumentationen ihrer jeweiligen Zeit als auch Zeugnisse künstlerischen Wirkens. Vor allem die frühen Fotografen lichteten nicht nur die Personen und Szenen ihrer Zeit ab, sondern verstanden sich als Künstler ähnlich dem Maler oder Zeichner. Gern wurden u. a. erotische Szenen dargestellt und Porträts von Personen oder Aufnahmen von Gebäuden erstellt. Die zeitgeschichtliche Dimension ist immer wieder zu erkennen, wenn man mittels Fotos Ursache und Wirkung gegenüberstellt. Zum Beispiel, wenn man durch Krieg zerstörte Ruinen sieht – und zugleich sehen kann, wie sie vor dem Krieg aussahen. Fotos wirken wie ein ausgelagertes Gedächtnis von Generationen. All das wird im Fotomuseum dargestellt, sowohl in der Dauerausstellung als auch in immer neuen Sonderausstellungen. Dabei werden nicht nur historische, sondern auch zeitgenössische Fotos gezeigt.

## Gebäude
Das Gebäude besteht aus einer großen Rotunde mit drei Etagen, die aufgrund der Aufgänge an das Solomon R. Guggenheim Museum, New York City erinnert. Die Rotunde hat einen Außendurchmesser von ca. 30 Metern und ist bis zur Kuppelspitze ca. 15 Meter hoch. Über spiralförmige Rampen sind die zwei oberen Etagen barrierefrei erreichbar. Die Dachkonstruktion wird durch acht große Säulen getragen und im Dach befindet sich ein achteckiges Fenster, welches für ausreichend Licht im Gebäude sorgt.

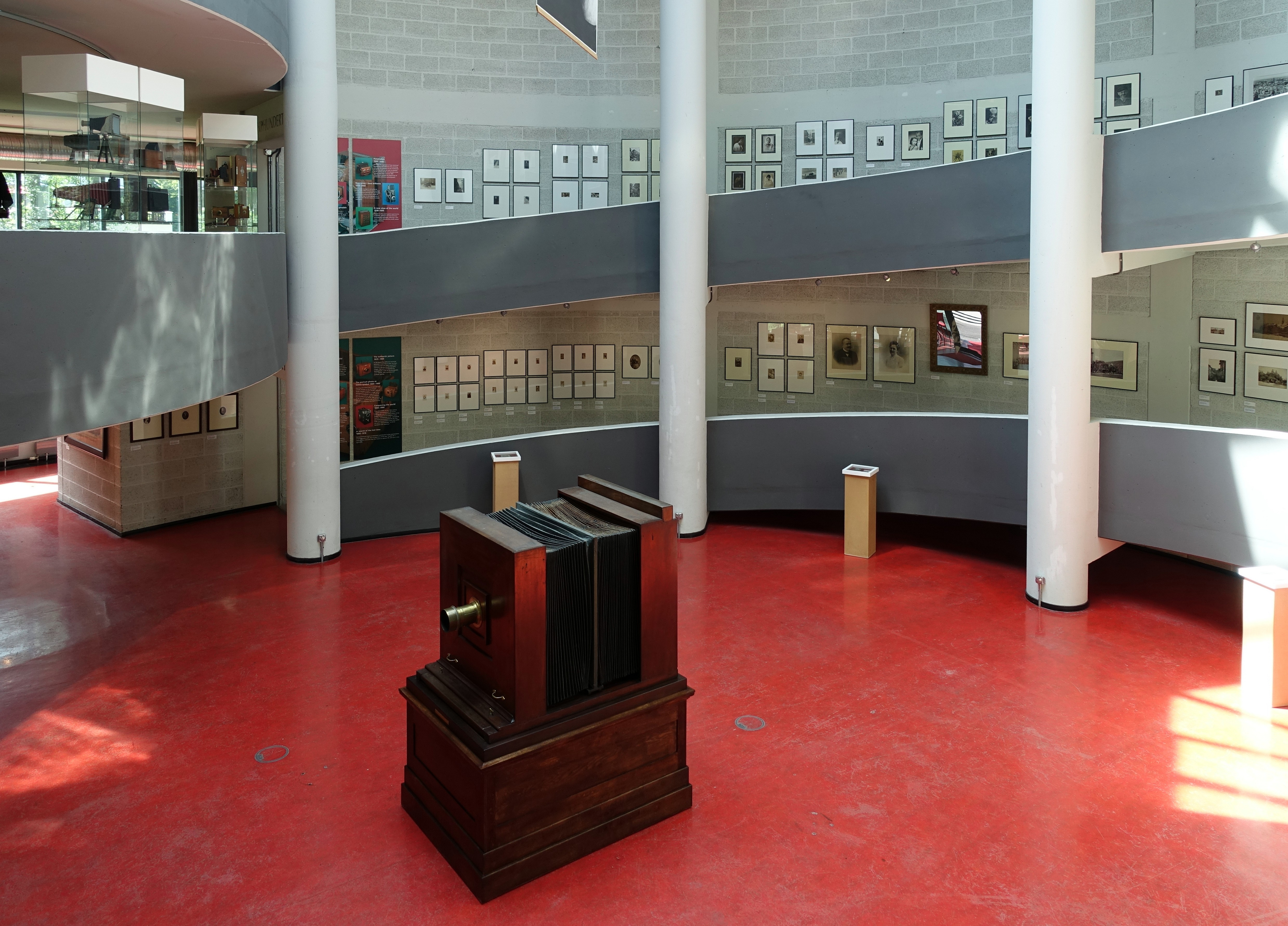
spiralförmige Rampen als Aufgänge zu den beiden Obergeschossen
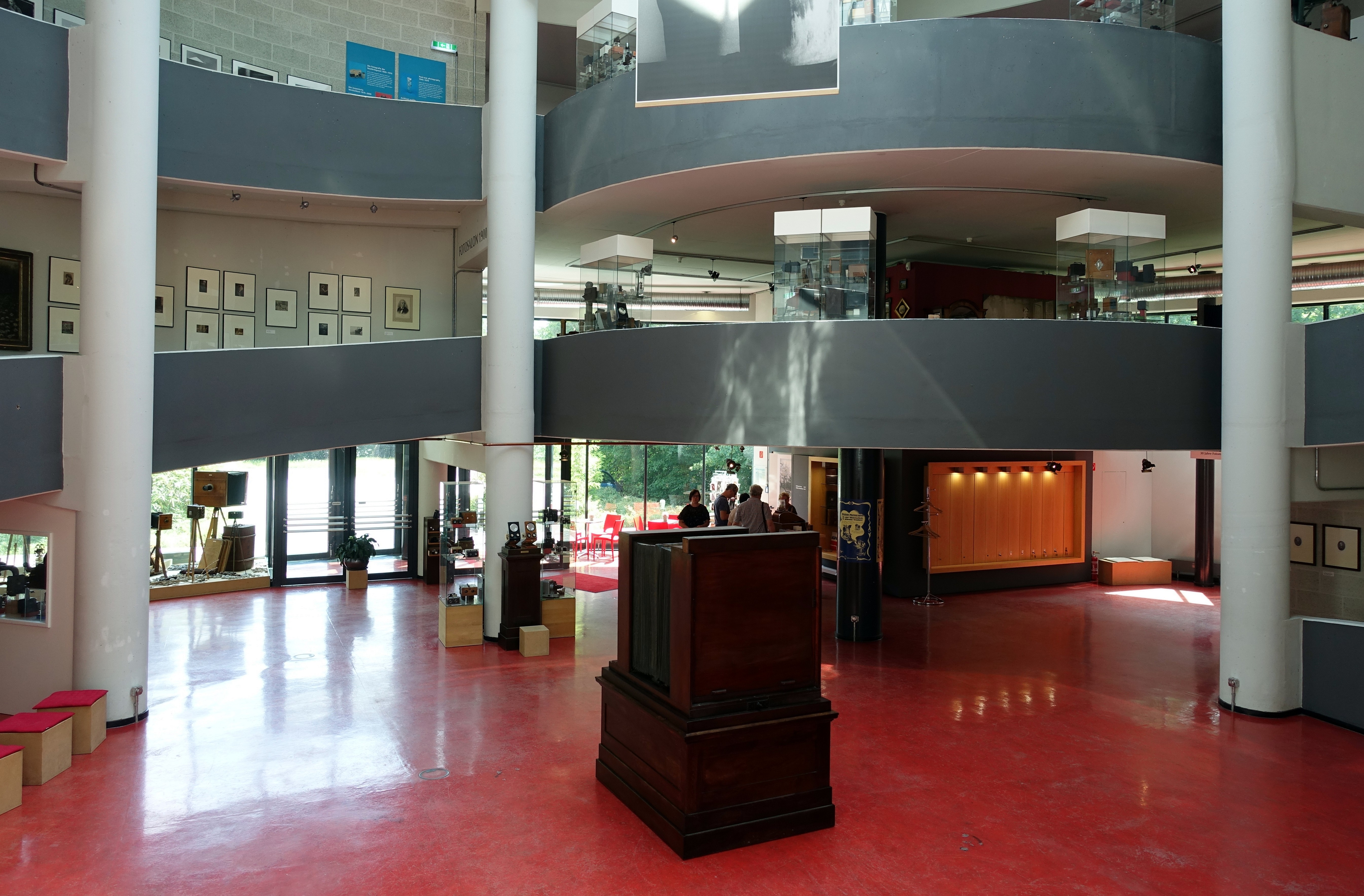
Eingangsbereich Erdgeschoss, darüber die beiden oberen Etagen
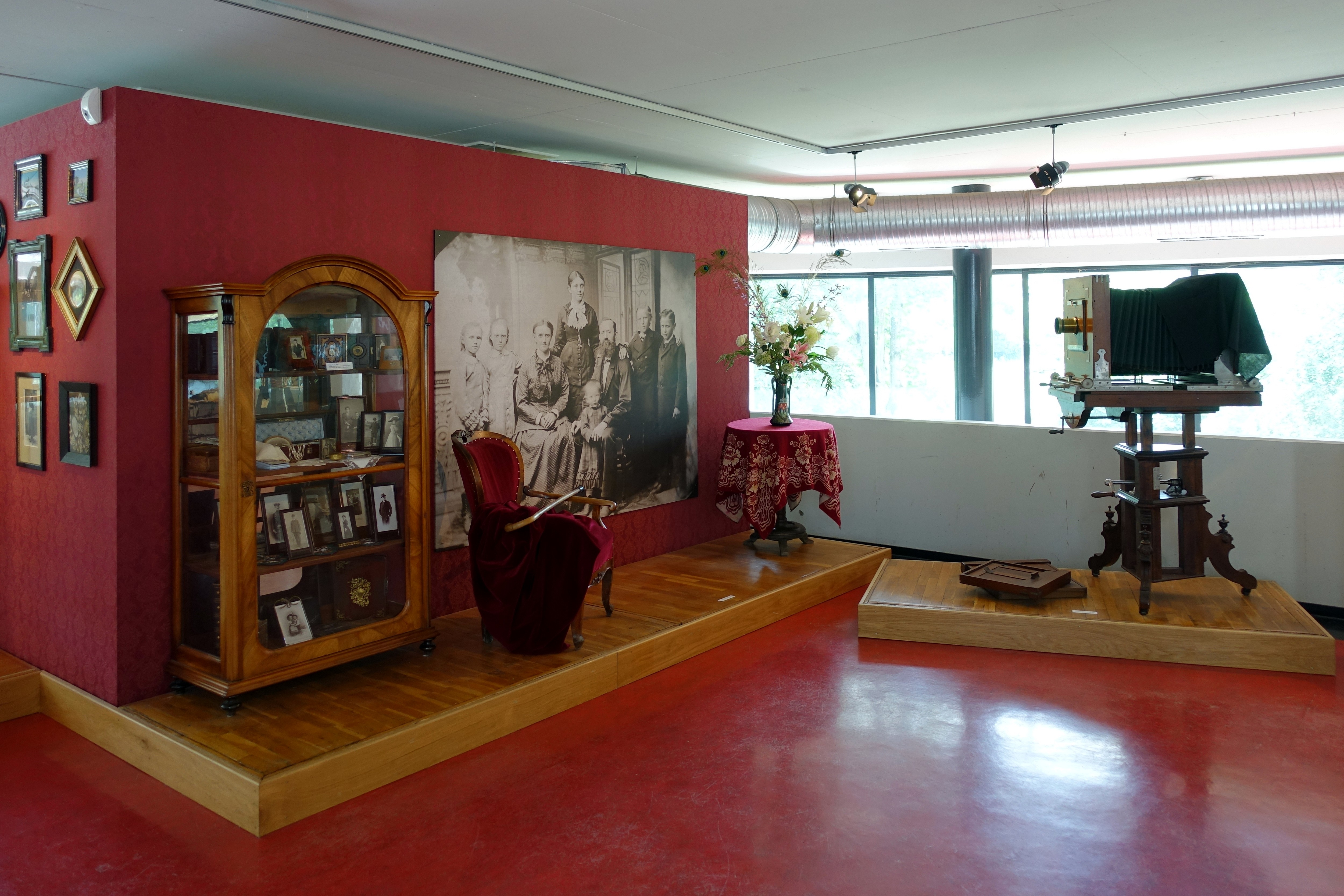
Fotoatelier um 1900 (1. Etage)
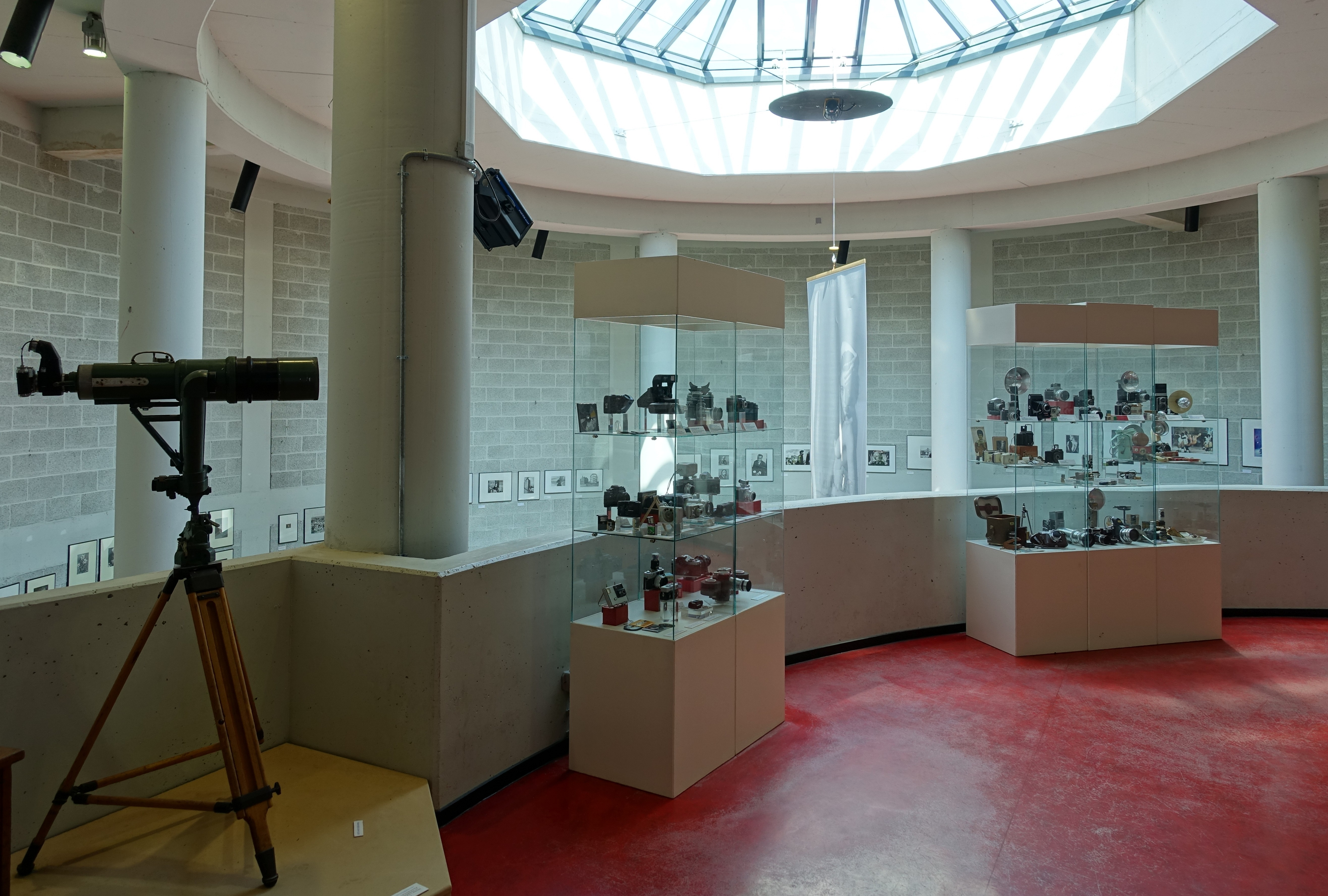
Kameratechnik des 20. Jahrhunderts (2. Etage)
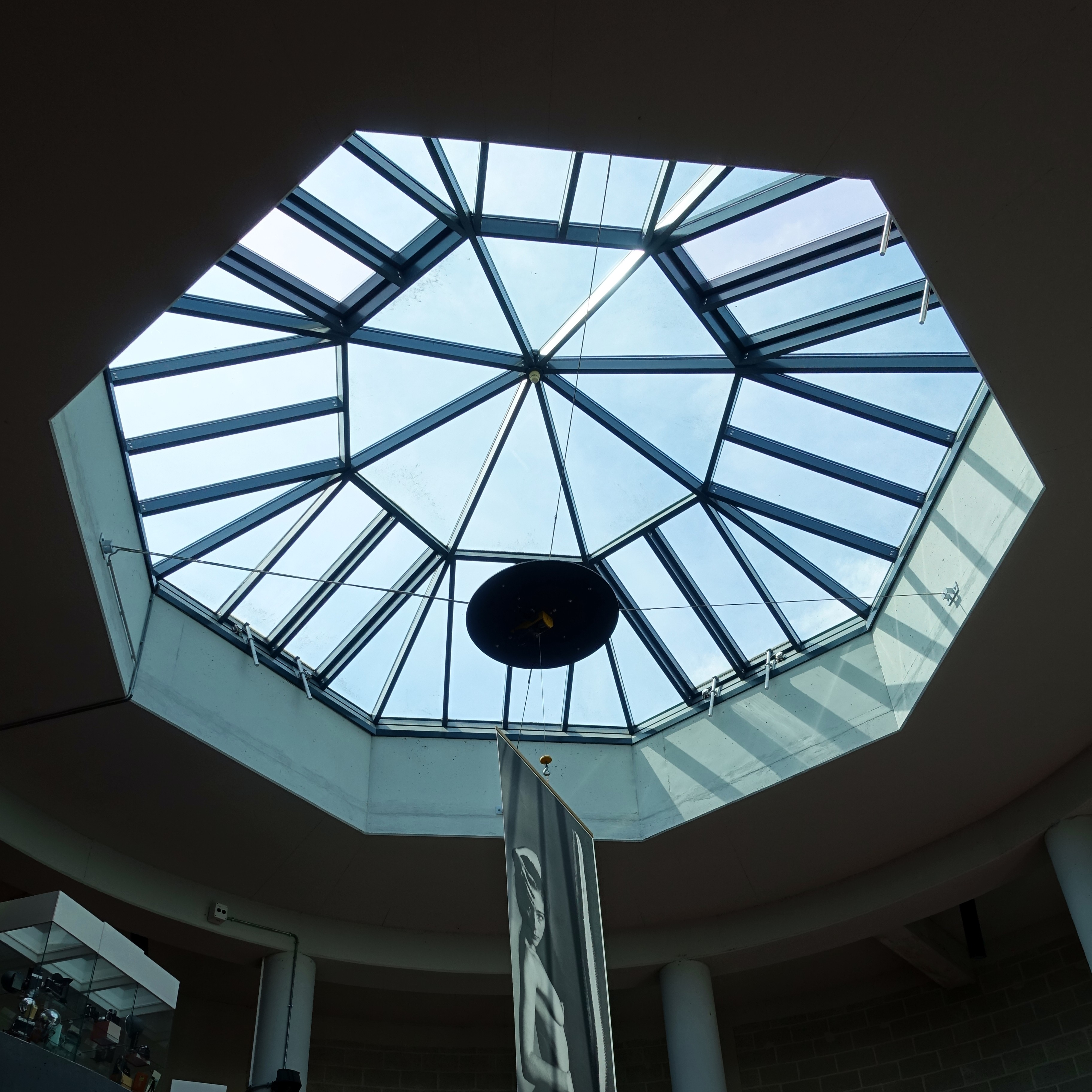
großes achteckiges Dachfenster

## Ausstellungen

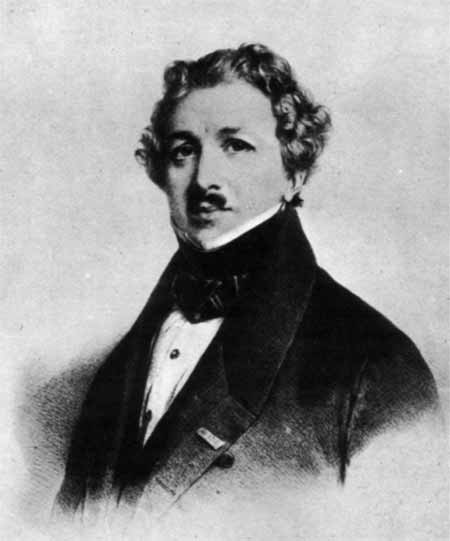
Louis Jacques Mandé Daguerre
1837

Die Dauerausstellung „Fotofaszination“ präsentiert die Entwicklung der Fotografie in insgesamt 15 Abteilungen. Dabei werden die Fotografien im Wesentlichen auf den spiralförmigen Aufgängen gezeigt, während die Fototechnik auf den einzelnen Ebenen der Etagen dargestellt ist. Im Erdgeschoss beginnt die Dauerausstellung mit den vier Abteilungen: „Laterna Magica, 1800 – 1850“ (die Vorläufer der Fotografie), „Die Erfindung der Fotografie, 1839 – 1850“, „Reisefotografie, 1850 - 1900“ (mit der kompletten Ausrüstung eines Reisefotografen) und „Stereofotografie – die dritte Dimension, 1850 – 1900“. Die Geburtsstunde der Fotografie wird vom Fotomuseum auf den 19. August 1839 datiert, also auf den Tag, an dem die von Louis Daguerre und Joseph Nicéphore Niépce entwickelte fotografische Technik erstmals der Öffentlichkeit in Paris vorgestellt wurde. Im Aufstieg zum ersten Obergeschoss werden im „Zeitstrahl Fotografie“ Fotografien aus der 2. Hälfte des 19. Jahrhunderts gezeigt. In der ersten Etage wird die Dauerausstellung mit den folgenden vier Abteilungen fortgesetzt: „Entwicklung der Kameratechnik, 1850 – 1900“, „Fotosalon 1900“, „Entwicklung der Farbfotografie, 1900 – 1936“ und „Historische Dunkelkammer, 1850 – 1950“ (u. a. mit technische Ausrüstung, Zubehör und Chemikalien). Im Aufstieg zur zweiten Etage wird im „Zeitstrahl Fotografie, 1900 – 2000“ die Geschichte der Fotografie u. a. zu den Themen „Entdeckung des Alltags“ und „Fotografie der Nachkriegszeit in Ost und West“ gezeigt. In der zweiten Etage wird die Dauerausstellung mit weiteren fünf Abteilungen abgeschlossen: „Moderne Kleinbildkameras, 1920 – 2000“, „Analoge und digitale Fotografie, 1970 – 2000“, „Fotografie aus der DDR“ (Peter Langner, aus der Serie „Verbotene Fotos“, Leipzig 1976), „Fotografie nach der Wende“ (Wolfgang Zeyen, Leipzig 1994) und „Fotografie der Gegenwart“ (mit Fotos von Thomas Karsten und Olaf Martens).
Von 1989 bis 2019 wurden im Fotomuseum insgesamt 150 Sonderausstellungen zu Themen der zeitgenössischen und historischen Fotografie gezeigt. So wurde zum Beispiel aus Anlass der 180-jährigen Geschichte der Fotografie und des 30. Geburtstages des Deutschen Fotomuseums eine Sonderausstellung "Die schönsten Plakate" gezeigt.

## Fotografien
Die hier gezeigten Bilder weichen zum Teil in Ausschnitt und Tonung von denen im Deutschen Fotomuseum ausgestellten Fotos ab. Sie bieten aber einen Eindruck über die Vielzahl an historischen Aufnahmen des Museums, von denen in der Dauerausstellung rund 400 zu sehen sind. In den zwei Sonderausstellungen werden jeweils ca. 50 Fotografien gezeigt.

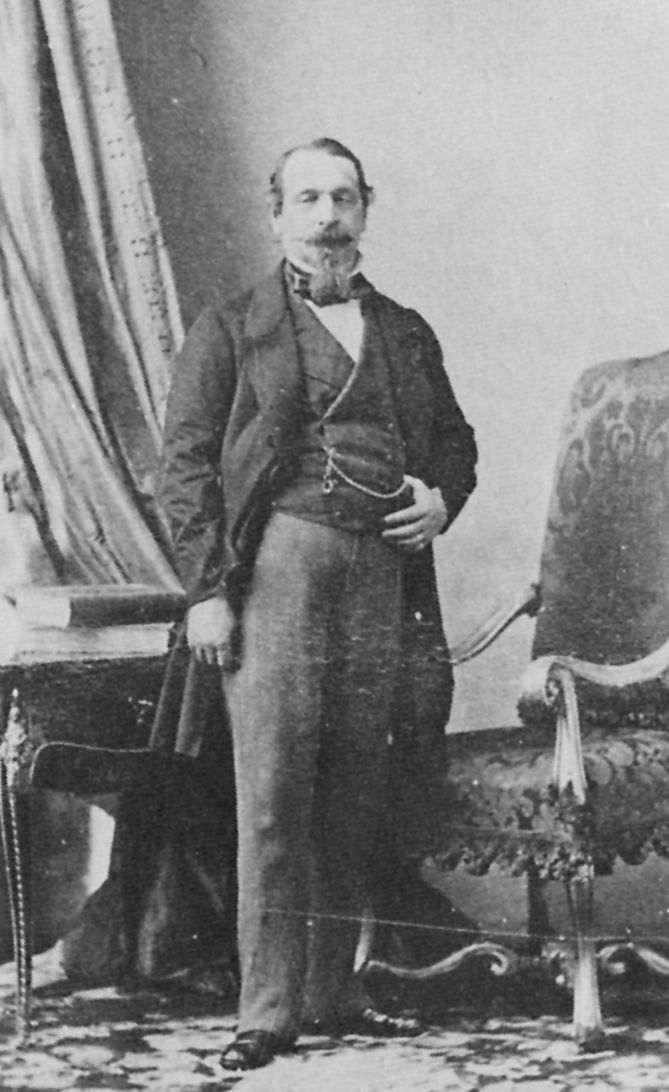
André Adolphe-Eugène Disdéri Kaiser Napoleon III., Paris 1859
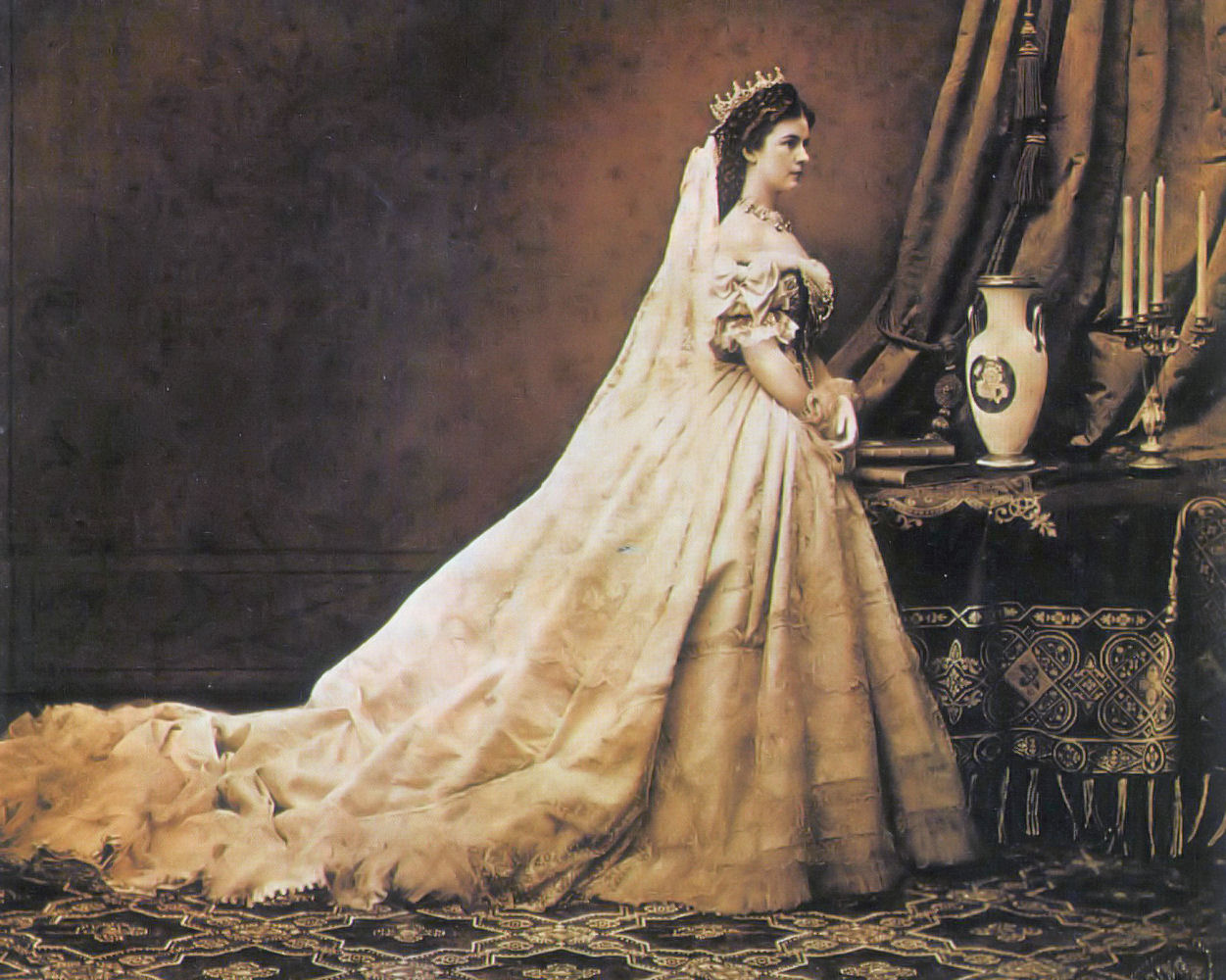
Emil Rabending, Kaiserin Elisabeth von Österreich (Sissi), Wien 1867
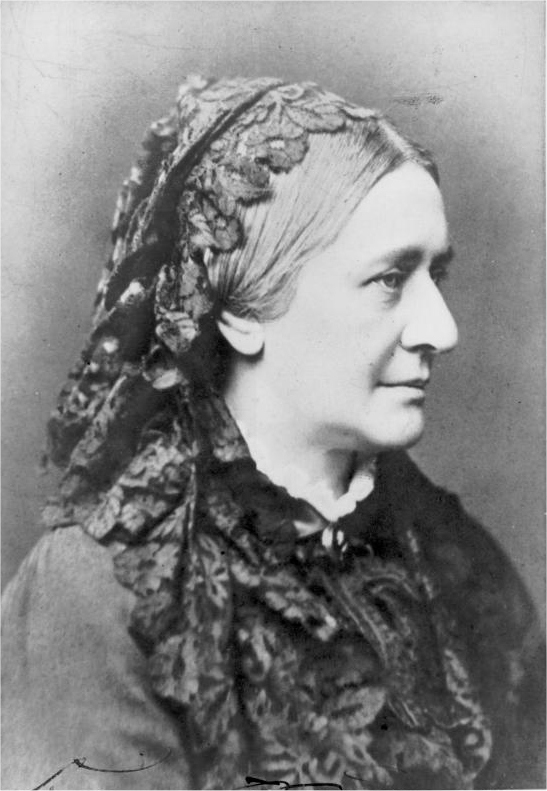
Emil Rabending, Clara Schumann Frankfurt am Main, um 1880
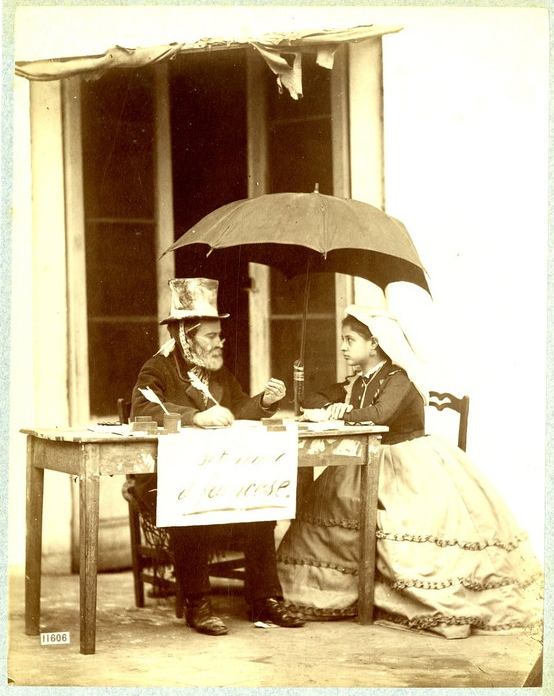
Giorgio Sommer Briefschreiber mit seinem Straßenstand, Neapel 1886
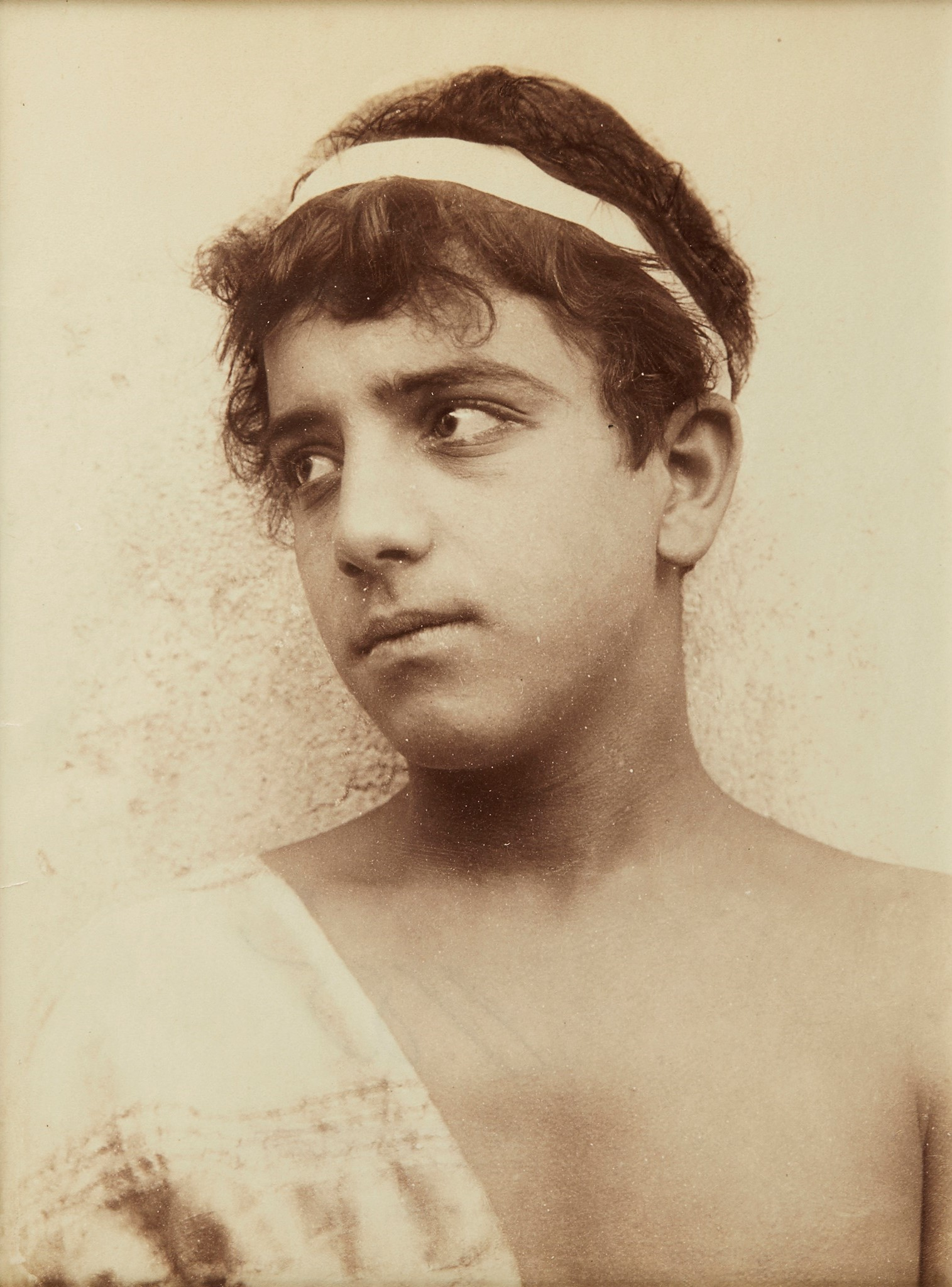
Wilhelm von Gloeden Glaukus, Taomina um 1895
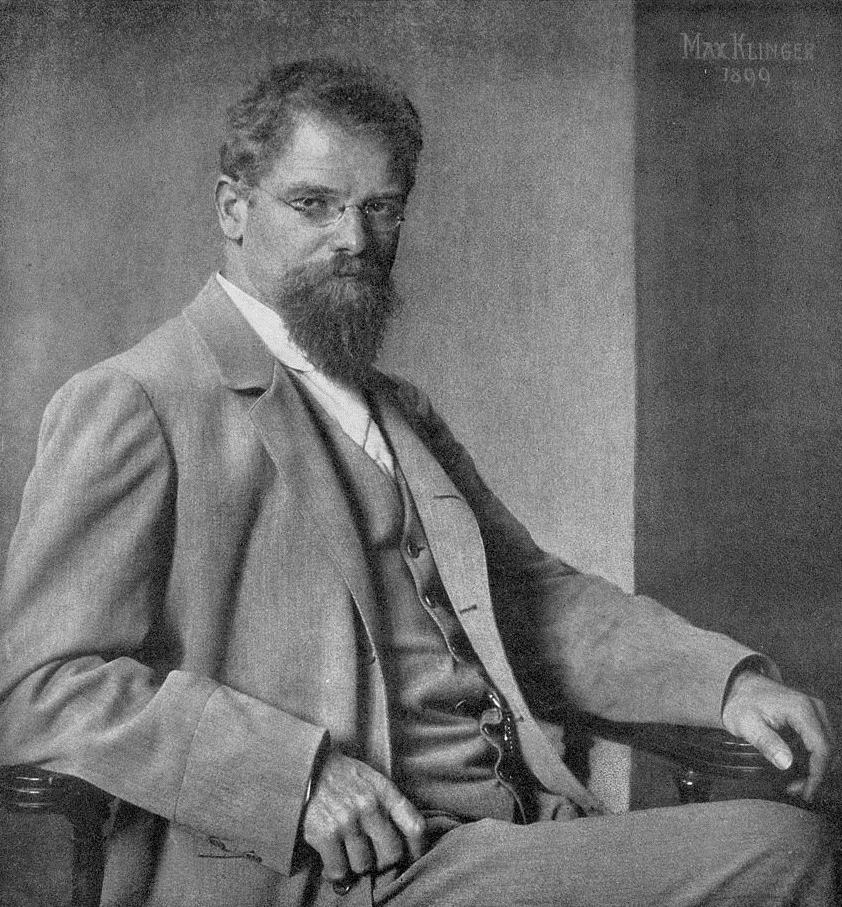
Nicola Perscheid – Max Klinger, Leipzig 1899

## Kameras
In der Dauerausstellung "Fotofaszination" werden auf drei Etagen rund 300 Kameras präsentiert. Die Kombination aus Geschichte der Fotografie und historischer Entwicklung der Kameratechnik in einem Fotomuseum ist in Deutschland einmalig.

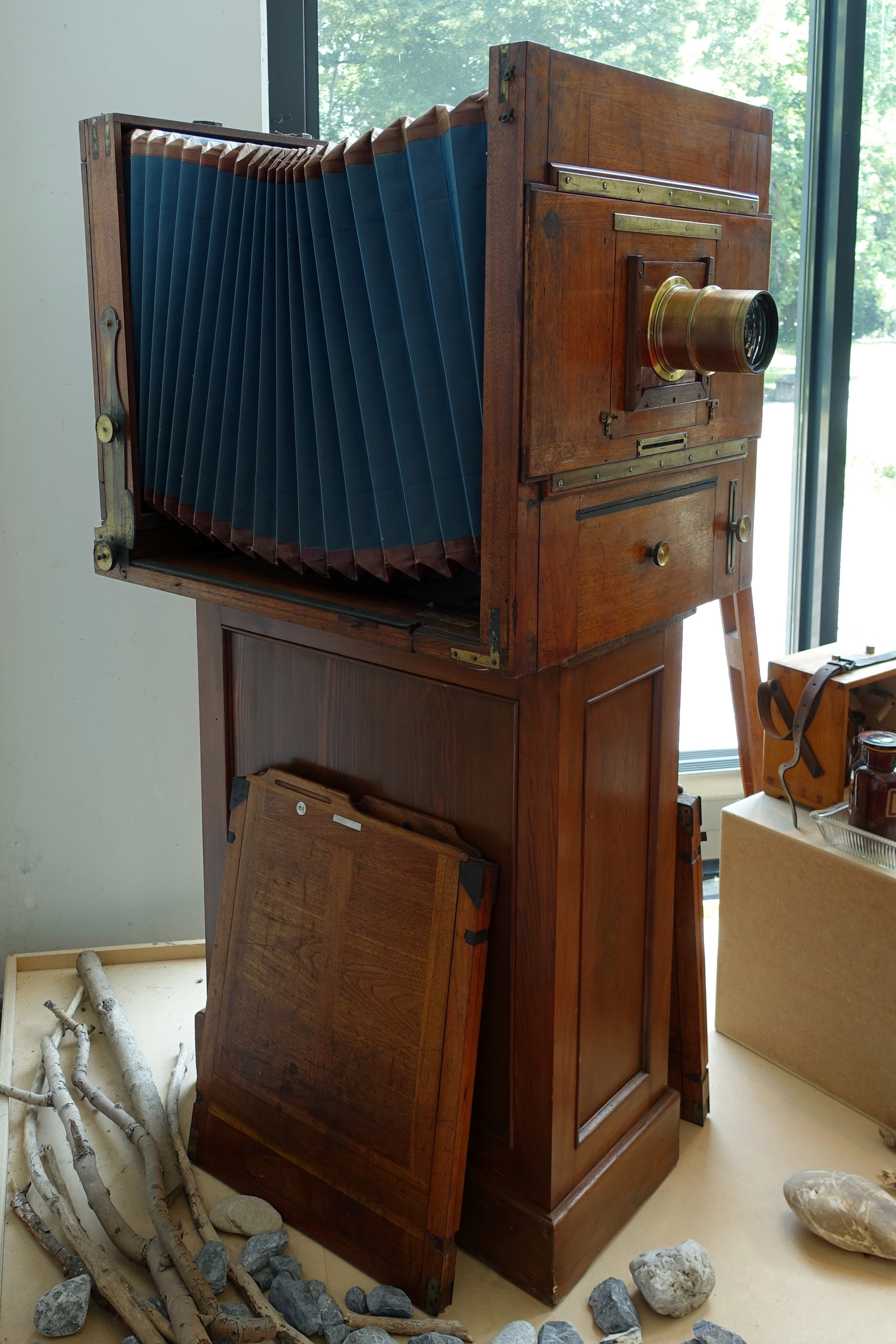
Reisekamera ca. Ende 19. Jahrhundert (Erdgeschoss)
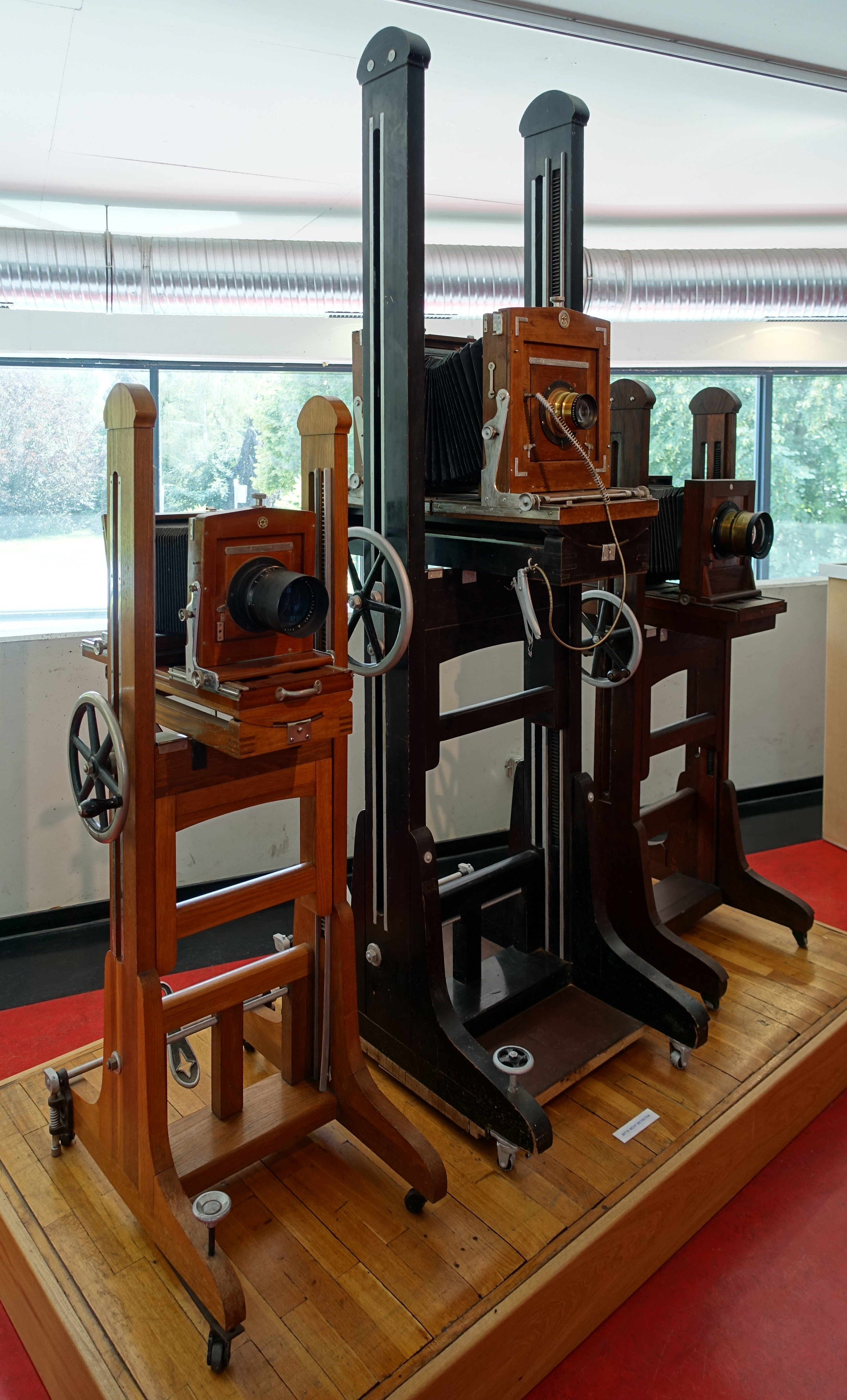
Atelierkameras, Neues Görlitzer Kamerawerk, 1900 – 1920 (1. Etage)
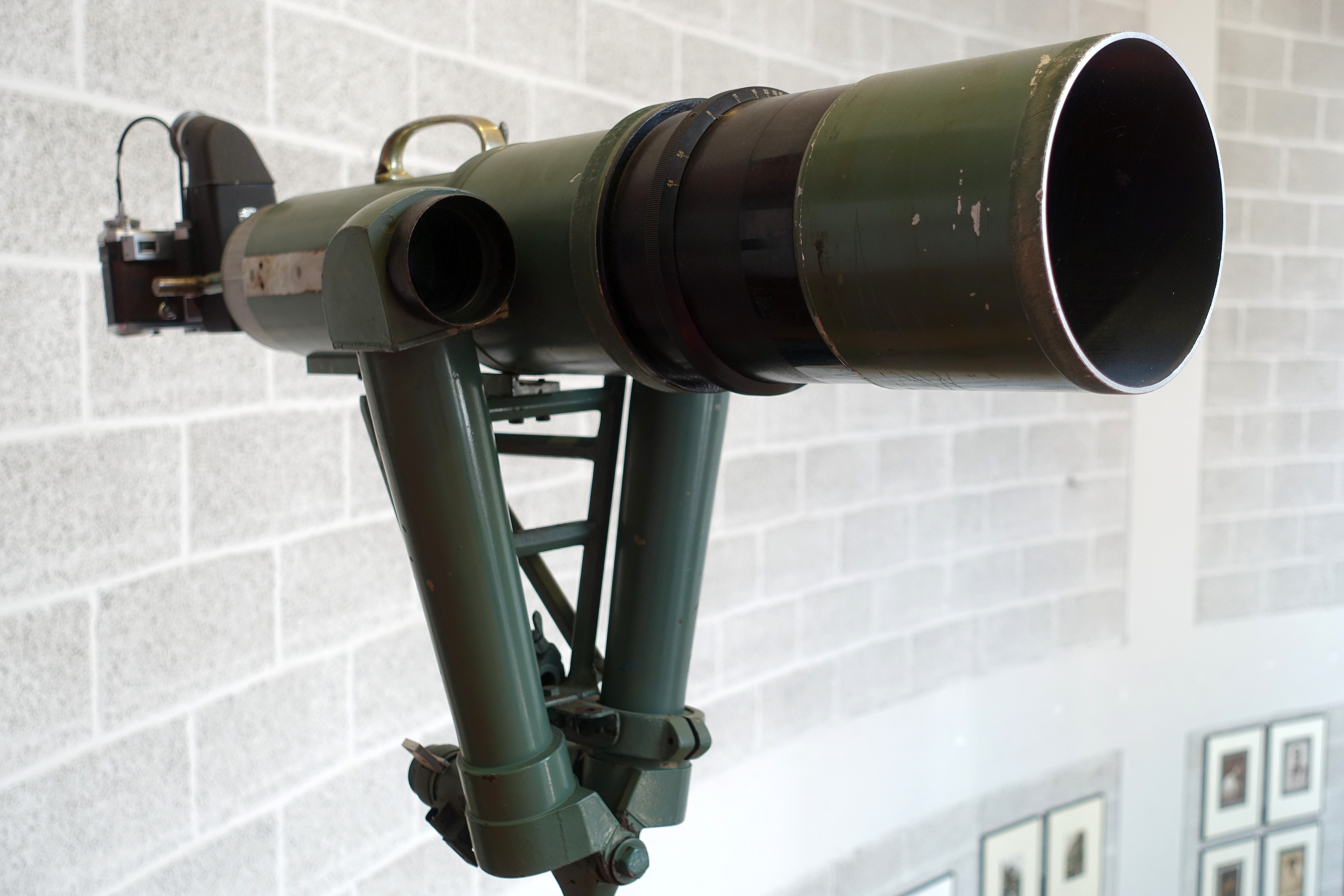
Contax III mit Fernrohr (Zeiss Ikon, Dresden 1936) (2. Etage)
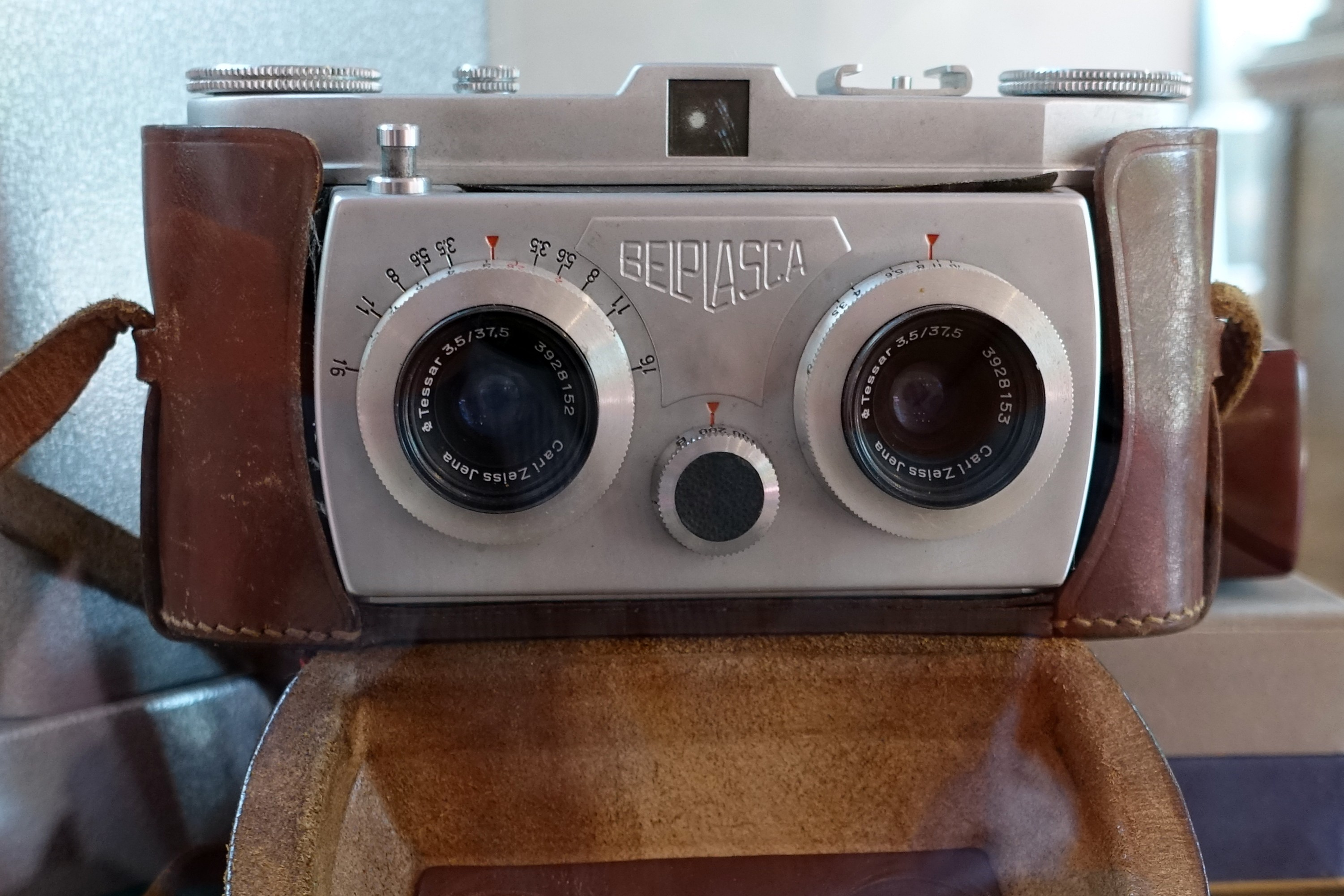
"Beplasca"-Stereokamera, VEB Belca Werk, Dresden 1953 (Erdgeschoss)
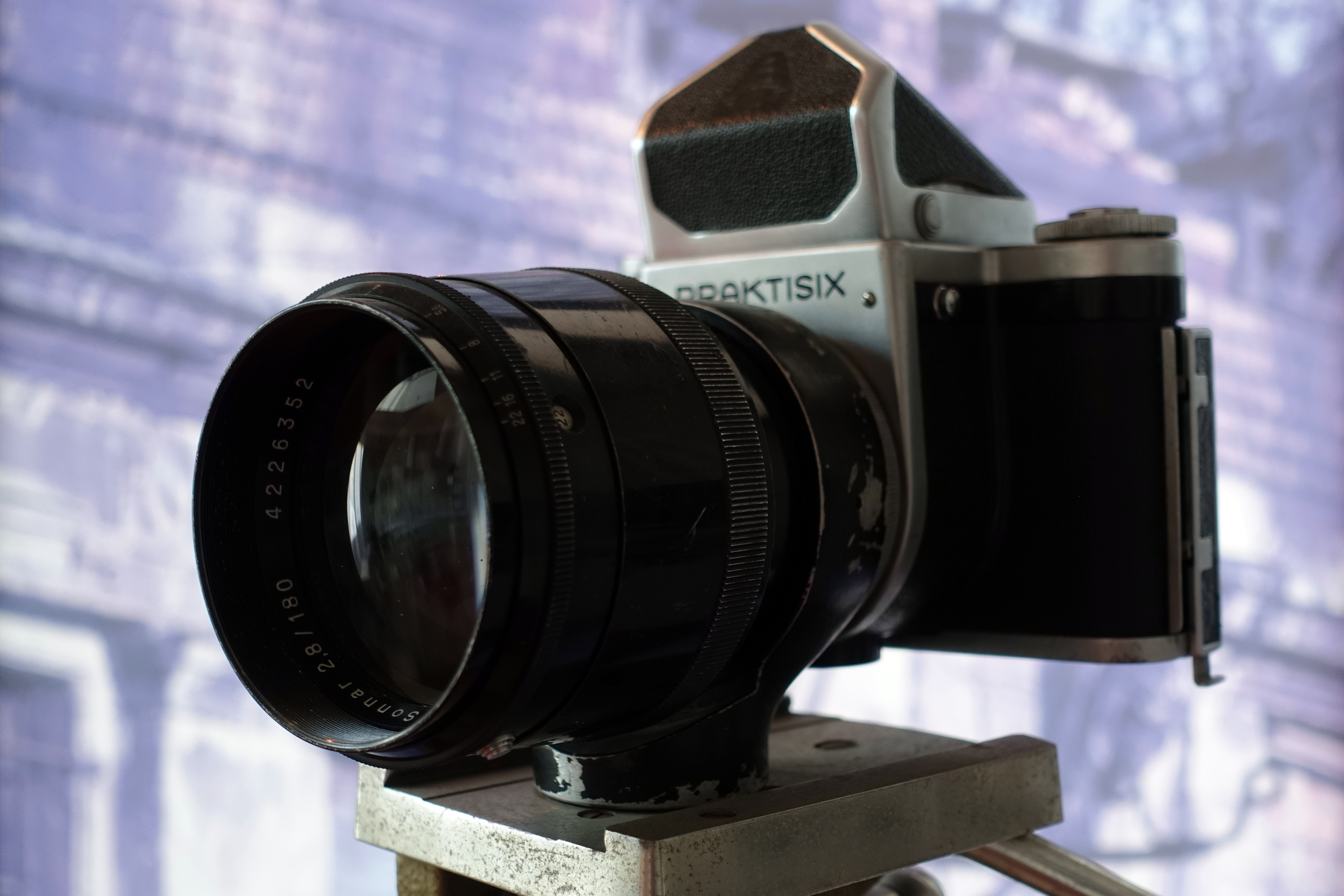
"Praktisix"-Spiegelreflexkamera VEB Kamerawerke Niedersedlitz, Dresden 1956 (2. Etage)